# Весь этот мир
«Весь этот мир» (англ. Everything, Everything) — американский мелодраматический фильм режиссёра Стеллы Мэги по одноимённой книге Николы Юн. В главных ролях Амандла Стенберг и Ник Робинсон. Премьера в США состоялась 19 мая 2017 года. В России премьера состоялась 15 июня 2017 года.

## Сюжет
Фильм рассказывает о любви умной и любознательной девушки Мэдди, не способной в силу болезни выйти за пределы комнат своего дома, и её соседа Олли, который хочет ей помочь.

## В ролях
- Амандла Стенберг — Мэдди Уиттиер
- Ник Робинсон — Олли Брайт
- Аника Нони Роуз — доктор Уиттиер
- Ана де ла Регера — Карла
- Тейлор Хиксон — Кара Брайт

## Съёмки
Основные съёмки начались 6 сентября 2016 года в Ванкувере, Британская Колумбия.

## Критика
Фильм получил смешанные отзывы кинокритиков. На сайте Rotten Tomatoes фильм имеет рейтинг 45 % на основе 123 рецензий критиков со средним баллом 5,3 из 10. На сайте Metacritic фильм имеет оценку 52 из 100 на основе 26 рецензий критиков, что соответствует статусу «смешанные или средние отзывы». На сайте CinemaScore зрители оценили фильм на оценку А- по шкале от A+ до F.

## Музыка

### Everything, Everything (Original Motion Picture Soundtrack)
По данным Tidal.

### Список треков
| №                   | Название                   | Исполнители                         | Длительность |
| ------------------- | -------------------------- | ----------------------------------- | ------------ |
| 1.                  | «Night Drive»              | Ari Lennox                          | 2:31         |
| 2.                  | «Let's Go»                 | Халид                               | 3:28         |
| 3.                  | «In Your Eyes»             | BadBadNotGood, Charlotte Day Wilson | 4:08         |
| 4.                  | «Howling»                  | Ry X                                | 5:11         |
| 5.                  | «Ocean Eyes»               | Билли Айлиш                         | 3:23         |
| 6.                  | «Parking Lot»              | Anderson Paak                       | 3:57         |
| 7.                  | «Stay»                     | Zedd, Алессия Кара                  | 3:33         |
| 8.                  | «Escape» (acoustic)        | Кейлани                             | 3:19         |
| 9.                  | «Girl»                     | The Internet, Kaytranada            | 3:58         |
| 10.                 | «How Did We»               | Скайлар Стекер                      | 3:44         |
| 11.                 | «Let My Baby Stay» (cover) | Amandla Stenberg                    | 2:25         |
| Общая длительность: | Общая длительность:        | Общая длительность:                 | 39:37        |